# Sobralia fragrans
Sobralia fragrans es una especie de orquídea epífita originaria de México hasta el sur de América tropical.

## Descripción
Es una orquídea de tamaño medio, que prefiere el clima fresco a cálido. Tiene hábitos epífitas , con tallos erectos o ascendentes que tienen hojas lanceoladas a oblongo-lanceoladas, plegadas, acuminadas a agudas, carnosas. Florece en la primavera y el verano en una larga inflorescencia terminal,  de flores individuales y fragantes, de corta duración.

## Distribución y hábitat
Se distribuye por México, Belice, Guatemala, Honduras, Costa Rica, Panamá, Colombia, Venezuela, Surinam, Guyana,  norte de Brasil y Ecuador en los bosques húmedos tropicales,  desde el nivel del mar a 1500 metros.

## Galería

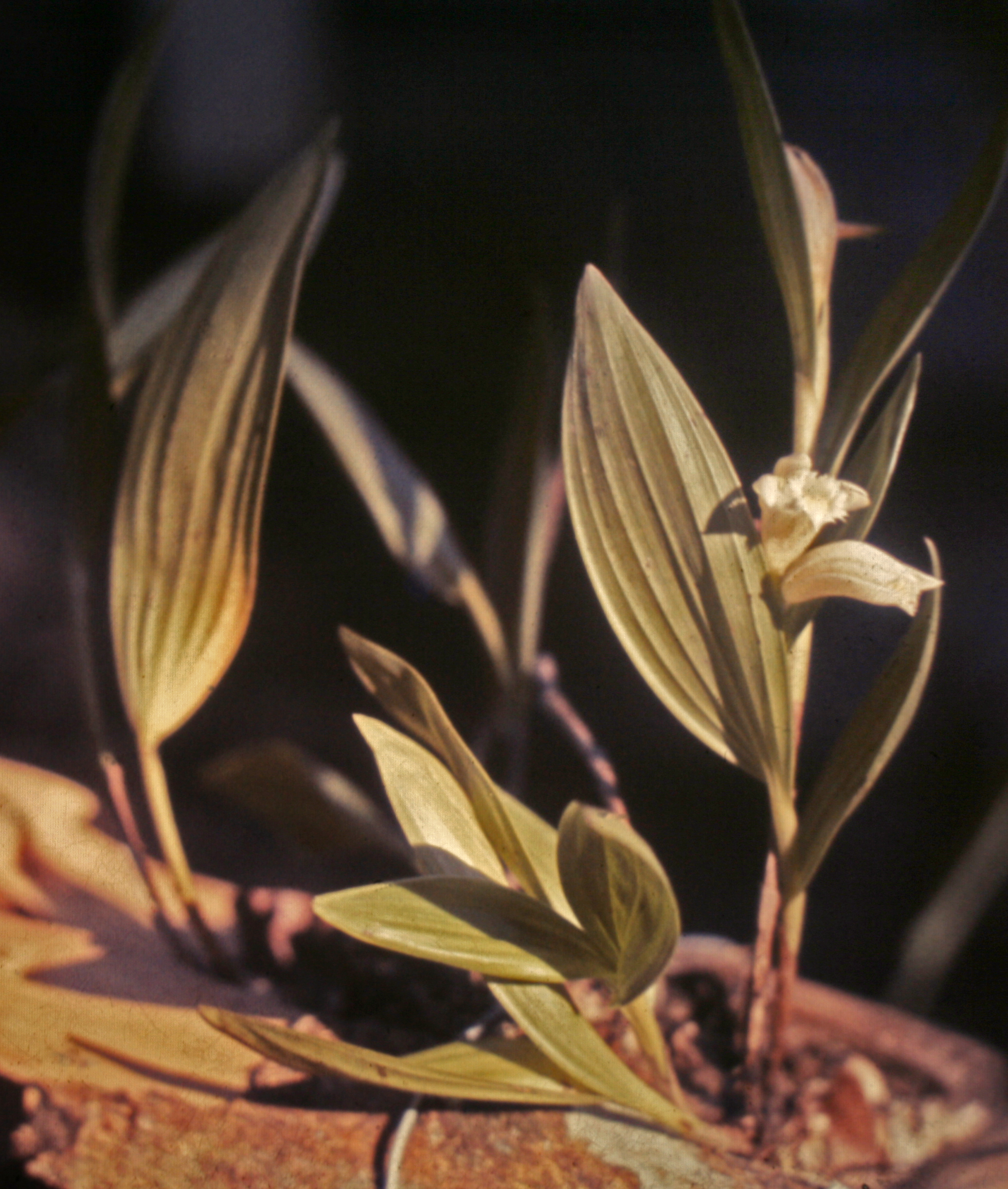
Sobralia fragrans planta Suriname
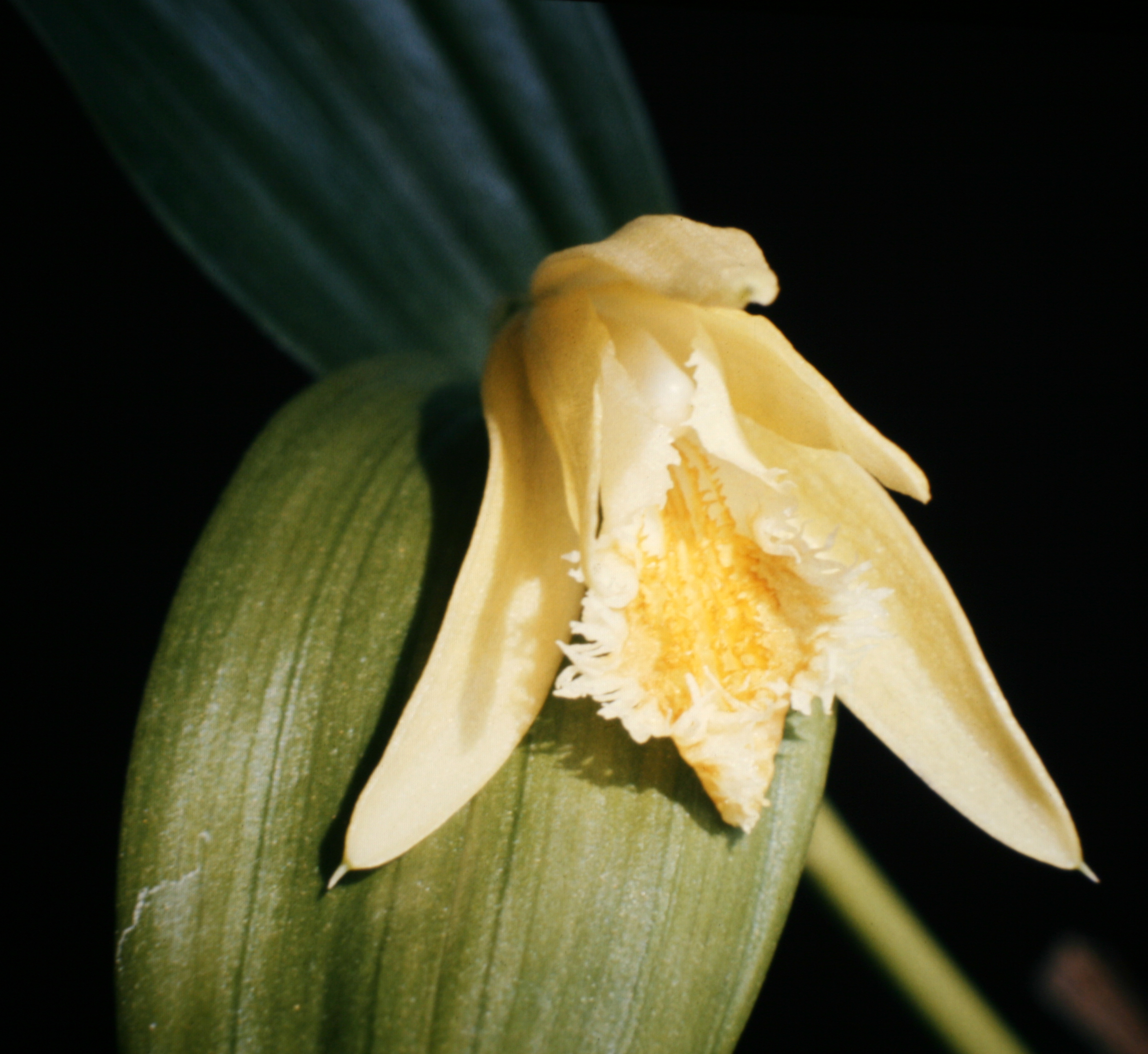
Sobralia fragrans flor Suriname
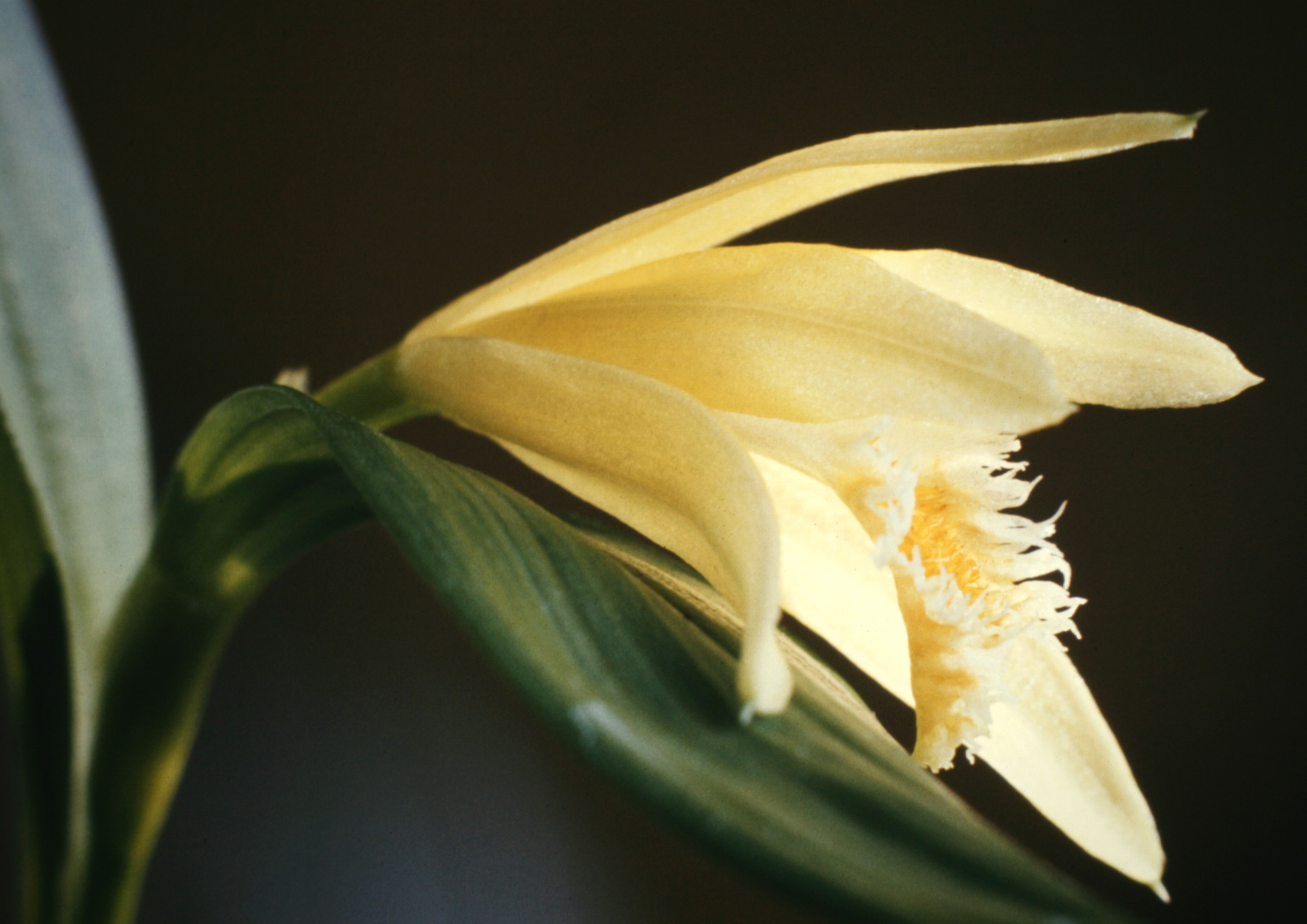
Sobralia fragrans flor Suriname